# 11740 Georgesmith
11740 Georgesmith este o planetă minoră (asteroid), cu un diametru de 5,903 km, din centura de asteroizi. A fost descoperită pe 22 octombrie 1998 la observatoire de la Côte d'Azur⁠(d) de OCA-DLR Asteroid Survey⁠(d) și a fost numită după George E. Smith. 
Obiectul prezintă o orbită caracterizată de o semiaxă mare de 2,9073534 UAi, o excentricitate de 0,02, o înclinație de 1,42062 ° în raport cu ecliptica.